# Ich lebe für Dich
Ich lebe für Dich ist ein deutsches Stummfilmdrama aus dem Jahre 1929 von und mit Wilhelm Dieterle als lungenkranker Misanthrop. An seiner Seite spielt Lien Deyers den blonden Sonnenschein, der sein Herz erwärmt und ihn genesen lässt.

## Handlung
Handlungsort ist ein Schweizer Sanatorium für Lungenkranke im malerischen und beschaulichen Arosa. Dort wartet der junge Bergson seit sieben Jahren auf seine Genesung von seiner Erkrankung, ohne dass diese voranschreitet. In dieser Zeit ist er zu einem verbitterten Einsiedler und Menschenhasser geworden. Lediglich mit dem deutlich älteren, sterbenskranken Fürsten Wronsky hat er eine tiefe Freundschaft geschlossen. Eines Tages kommt eine neue Patientin in der Heilanstalt an: es ist die hübsche, blonde und blutjunge Nicoline, die wie ein fröhlicher Wirbelwind in die vermuffte Alpenklinik einfährt. 
Bergson beachtet zunächst Nicoline in seiner Abneigung allem Neuen gegenüber kaum, doch bald versteht die lebenslustige Frau alle Menschen zu verzaubern – auch den Grantler Bergson. Durch ihre offene Art bricht sie schließlich auch Bergsons Schutzpanzer auf und ermöglicht dadurch, dass nicht nur seine Seele geheilt wird, sondern sich auch seine Lunge allmählich erholt. Als beide nach einiger Zeit restlos genesen sind, wird den jungen Menschen klar, dass diese schicksalhafte Begegnung ein Zeichen dafür ist, dass sie auch in Zukunft zusammenbleiben und miteinander glücklich werden sollen.

## Produktionsnotizen
Ich lebe für Dich, Arbeitstitel Triumph des Lebens, wurde von Dezember 1928 bis Januar 1929 im UFA-Atelier von Berlin-Tempelhof (Innenaufnahmen) sowie in Arosa, im Engadin, im Spreewald und in den Rüdersdorfer Kalkbergen (Außenaufnahmen) gedreht. Die Uraufführung erfolgte am 3. September 1929 im UFA-Pavillon zu Berlin.
Sepp Allgeier stand dem US-Kameramann Charles Stumar beratend zur Seite. Ebenfalls aus den Vereinigten Saaten stammte der Kameranachwuchs Robert Surtees, der hier Stumar assistierte und nach 1945 einer der bedeutendsten Bildgestalter des klassischen Hollywood-Kinos werden sollte. 
Regisseur Dieterle und die offizielle Drehbuchautorin Charlotte Hagenbruch waren miteinander verheiratet. Die Filmbauten schufen Alfred Junge und Max Knaake. Von Alfred Polgar stammen die Zwischentitel, Lajos Biró übernahm die Dramaturgie. Johanna Marbach entwarf die Kostüme. Kapellmeister Otto Stenzel dirigierte Willy Schmidt-Gentners Kinomusik.

## Kritiken
Lucy von Jacoby von der Zeitschrift Tempo schrieb über Alfred Polgars Beteiligung an dem Film: „Es ist zum Staunen: um eine gewisse Art des Filmtitel-Schreibens zu beherrschen, braucht man ein Manko. Kann man ein Manko erwerben? …Alfred Polgar, so fein, so weise, so überlegen – er kann auch das.“
Hans Tasiemka widmete sich in seiner Kritik im Berlin am Morgen ganz dem Hauptdarsteller und Regisseur Dieterle: „Wilhelm Dieterle, ein guter Sprecher der Schaubühne, versagt im Film, wie er die Technik der Bühne auf den Film überträgt. Er bleibt ein Sprechschauspieler. (…) Als Regisseur ist er ein Spezialist für rührende Symbolik“.
Fritz Walter vom Berliner Börsen-Courier befand in seiner Kritik: „Ist schon die Art, in der hier eins der ernstesten Krankheitsprobleme der Menschheit zur Staffage für eine Magazingeschichte benutzt wird, so wird sie durch die Inszenierung des Films völlig unleidlich“ und kommt zum Schluss: „… dieser Film liegt auf einem Niveau, das auch die Ansprüche des einfachste Geschmacks noch tief unterbietet.“
Auch der Rezensent des Berliner Tageblatts ließ kein gutes Haar an Dieterles Inszenierung: „Unter Dieterles Leitung begnügt man sich fast durchweg mit den Gefälligkeiten des bisherigen Konversationsspiels, und das gibt zu dem degoutanten Milieu des Lungensanatoriums einen kaum erträglichen Kontrast.“